# چروینگچتسه
چروینگچتسه (به لهستانی:  Czerwieńczyce) یک روستا در لهستان است که در گمینا نووا رودا واقع شده‌است.